# 껴안아주세요
껴안아주세요(일본어: ハグしちゃお)는 애니메이션 《도라에몽》의 주제곡이자 나츠카와 리미의 11번째 싱글이다.

## 개요
- 노래 - 나츠카와 리미
- 작사 - 아키 요코
- 작곡 - 우자키 류도
- 편곡 - 교우다 세이이치

《도라에몽》의 오프닝 테마로 2005년 10월 28일부터 2007년 4월 20일까지 사용되었다. 도라에몽의 오프닝 테마가 '도라에몽의 노래'에서 변경된 것은 오오야마 판 이후로는 처음이다. 대한민국에서는 이 곡이 쓰이지 않았다.
오프닝 애니메이션에서는 대장편을 포함한 원작의 게스트 캐릭터가 총출동했다.
도라에몽의 오프닝 테마로서 2009년 시점에서 유일하게 제목과 가사에 "도라에몽"이라는 표제어가 포함되지 않은 곡이다. 2012년 12월 현재 나츠카와 리미의 앨범에는 미수록 상태이다.

### 커버
- 야마노 사토코, 숲의 목동합창단(일본어: 森の木児童合唱団) - 일본 컬럼비아판 커버.

### 싱글
1. 껴안아주세요
  - 작사 : 아키 요코 / 작곡 : 우자키 류도 / 편곡 : 교우다 세이이치
2. 유이마~루
  - 작사 : 네코다 마야 / 작곡 : RIMI, CHUEI / 편곡 : 요시카와 츄에이
3. 껴안아주세요 (오리지널 가라오케)
4. 유이마~루 (오리지널 가라오케)

## 같이 보기
- 도라에몽 (2005년 애니메이션)